# Hans Rudolf Tschudi

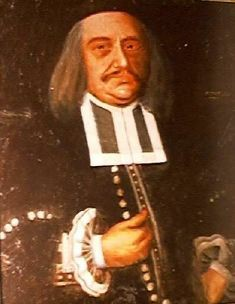
Hans Rudolf Tschudi, 1641-1716

Hans Rudolf Tschudi (* 11. Oktober 1641 in Gretschins; † 24. Juni 1716 ebenda) war zur Zeit des so genannten Wartauer Handels 1694/95 evangelisch-reformierter Pfarrer in Wartau im Kanton St. Gallen in der Schweiz.

## Biografie
Hans Rudolf Tschudi von Glarus ist der Sohn des Herkules Tschudi (1602–1671) und der Margreth, geborenen Elmer, und der Vater von Johann Heinrich Tschudi (1675–1750). Alle drei, Herkules, Hans Rudolf und Johann Heinrich wirkten als Pfarrer in Wartau in ununterbrochener Reihenfolge von 1629 bis 1750. Wenige Zeit später versah ein Enkel des letzteren, Johann Konrad Schindler (1740–1811) von 1766 bis 1811 dasselbe Amt sein Leben lang.

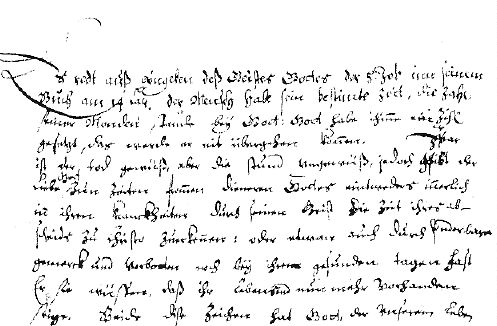
Pfarrer Hans Rudolf Tschudis Handschrift, 1671

Hans Rudolf Tschudi studierte 1659 Theologie in Zürich, schloss 1662 einen Aufenthalt in  Genf an und wirkte hernach anderthalb Jahre als Vikar in Buchs SG. Am 19. März 1665, einem Palmsonntag, wählte ihn die Kirchgemeinde in Matt GL zum neuen Pfarrer. Im Dezember 1671 wurde er zum Nachfolger seines Vaters nach Wartau bestimmt, wo er am 7. Januar 1672 seine Einsetzungspredigt hielt.
Hans Rudolf Tschudi war der Vater von fünfzehn Kindern. Er war viermal verheiratet, drei Ehefrauen verstarben. Bekannt wurde der reformierte Pfarrer nicht nur durch die lange Amtstätigkeit, sondern besonders durch den Wartauer Handel von 1694/95.